# Szojuz TMA–04M
A Szojuz TMA–04M a Szojuz TMA–M orosz háromszemélyes szállító/mentőűrhajó űrrepülése 2012-ben. A 31. expedíciórepülés a Nemzetközi Űrállomásra (ISS), a 113. Szojuz űrhajó (1967 óta).

## Küldetés
Hosszú távú cserelegénységet szállított az ISS fedélzetére. A tudományos és kísérleti feladatokon túl az űrhajók cseréje volt szükségszerű.

## Jellemzői
2012. május 15-én a Bajkonuri űrrepülőtér indítóállomásról egy Szojuz–FG juttatta Föld körüli, közeli körpályára. Több pályamódosítást követően május 17-én a Nemzetközi Űrállomást (ISS) automatikus vezérléssel megközelítette, majd sikeresen dokkolt. Az orbitális egység pályája 88,8 perces, 51,6 fokos hajlásszögű, elliptikus pálya-perigeuma 200 kilométer, apogeuma 250 kilométer volt.
Egy váratlan technikai hiba miatt (megsérült egy Progressz űrhajó visszatérő egysége) másfél hónapos késedelmet szenvedett a legénység cseréje! Az időszakos karbantartó munkálatok mellett elvégezték az előírt kutatási, kísérleti és tudományos feladatokat (a 215 vizsgálatot 400 tudós állította össze). A legénység több mikrogravitációs kísérletet, emberi, biológiai és biotechnológiai, fizikai és anyagtudományi, technológiai kutatást, valamint a Földdel és a világűrrel kapcsolatos kutatást végeztek. Fogadták a Progressz teherűrhajókat, a japán H–II Transfer Vehicle (HTV–3) teherhajót, kirámolták a szállítmányokat, illetve bepakolták a keletkezett hulladékot.
Az űrszolgálat ideje alatt történt a Falcon 9/Dragon második tesztrepülése, egészen az ISS űrállomásig. A 30 méter közelségbe érkező teherhajót a kanadai robotkar segítségével emelték a dokkolópontra. Az alapellátás (élelmiszer, ruházat, víz) mellett a szükséges műszereket, alkatrészeket szállítja. Az űrállomáson összegyűlt hulladékot berakodva választották le a dokkolópontról, ejtőernyős leereszkedési technikával érkezett a tervezett Csendes-óceáni leszálló körzetbe.
2012. szeptember 17-én Arkalik (oroszul: Арқалық) városától hagyományos visszatéréssel, a tervezett leszállási körzettől mintegy 85 kilométerre ért Földet. A 6 fékezőrakéta hatására a leszálló sebesség 6-7 méter/másodpercről 1,5 méter másodpercre lassult. Összesen 124 napot, 23 órát és 52 percet töltött a világűrben. 1946 alkalommal kerülte meg a Földet.

## Személyzet

### Felszállásnál
- Gennagyij Ivanovics Padalka (4) parancsnok/ISS parancsnok,  Oroszország
- Szergej Nyikolajevics Revin (1) fedélzeti mérnök,  Oroszország
- Joseph Michael Acaba (2) fedélzeti mérnök,  Egyesült Államok

### Leszálláskor
- Gennagyij Ivanovics Padalka parancsnok,  Oroszország
- Szergej Nyikolajevics Revin fedélzeti mérnök,  Oroszország
- Joseph Michael Acaba fedélzeti mérnök,  Egyesült Államok

### Tartalék személyzet
- Oleg Viktorovics Novickij parancsnok,  Oroszország
- Jevgenyij Igorevics Tarelkin (fedélzeti mérnök,  Oroszország
- Kevin Anthony Ford (1) fedélzeti mérnök,  Egyesült Államok